# Lijst van voetbalinterlands Tahiti - Vanuatu
Deze lijst van voetbalinterlands is een overzicht van alle officiële voetbalwedstrijden tussen de nationale teams van Tahiti en Vanuatu. De landen hebben tot op heden twaalf keer tegen elkaar gespeeld. De eerste ontmoeting, een vriendschappelijke wedstrijd, werd gespeeld in Port Vila op 15 juli 1992. Het laatste duel, een kwalificatiewedstrijd voor het Wereldkampioenschap voetbal 2026, vond plaats op 18 november 2024 in Auckland (Nieuw-Zeeland).

## Wedstrijden
| №  | Plaats    | Datum             | Competitie                  | Wedstrijd        | Uitslag |
| -- | --------- | ----------------- | --------------------------- | ---------------- | ------- |
| 1  | Port Vila | 15 juli 1992      | Vriendschappelijk           | Vanuatu − Tahiti | 2 − 1   |
| 2  | Port Vila | 20 juli 1992      | Vriendschappelijk           | Vanuatu − Tahiti | 1 − 2   |
| 3  | Papeete   | 24 augustus 1995  | Zuid-Pacifische Spelen 1995 | Tahiti − Vanuatu | 3 − 0   |
| 4  | Brisbane  | 30 september 1998 | OFC Nations Cup 1998        | Tahiti − Vanuatu | 5 − 1   |
| 5  | Papeete   | 23 juni 2000      | OFC Nations Cup 2000        | Tahiti − Vanuatu | 2 − 3   |
| 6  | Auckland  | 4 juni 2001       | WK 2002 kwalificatie        | Vanuatu − Tahiti | 1 − 6   |
| 7  | Auckland  | 14 juli 2002      | OFC Nations Cup 2002        | Tahiti − Vanuatu | 1 − 0   |
| 8  | Suva      | 11 juli 2003      | Zuid-Pacifische Spelen 2003 | Tahiti − Vanuatu | 0 − 1   |
| 9  | Adelaide  | 6 juni 2004       | WK 2006 kwalificatie        | Tahiti − Vanuatu | 2 − 1   |
| 10 | Honiara   | 5 juni 2012       | WK 2014 kwalificatie        | Tahiti − Vanuatu | 4 − 1   |
| 11 | Port Vila | 4 juni 2019       | Vriendschappelijk           | Vanuatu − Tahiti | 2 − 0   |
| 12 | Auckland  | 18 november 2024  | WK 2026 kwalificatie        | Tahiti − Vanuatu | 2 − 0   |

## Samenvatting
| Competitie             | Totaal gespeeld | Winst Tahiti | Gelijk | Winst Vanuatu | Doelsaldo Tahiti – Vanuatu |
| ---------------------- | --------------- | ------------ | ------ | ------------- | -------------------------- |
| WK-kwalificatie        | 4               | 4            | 0      | 0             | 14 − 3                     |
| OFC Nations Cup        | 3               | 2            | 0      | 1             | 8 − 4                      |
| Zuid-Pacifische Spelen | 2               | 1            | 0      | 1             | 3 − 1                      |
| Vriendschappelijk      | 3               | 1            | 0      | 2             | 3 − 5                      |
| Totaal                 | 12              | 8            | 0      | 4             | 28 − 13                    |

FTF · 
A-internationals · 
Tahitiaans vrouwenelftal
1989 – 1999 · 
2000 – 2009 · 
2010 – 2019
Amerikaans-Samoa ·
Australië ·
Cookeilanden ·
Fiji ·
Nieuw-Caledonië ·
Nieuw-Zeeland ·
Nigeria ·
Papoea-Nieuw-Guinea ·
Salomonseilanden ·
Samoa ·
Spanje ·
Tonga ·
Uruguay ·
Vanuatu
VFF · 
Vanuatuaans vrouwenelftal
Interlands
Tegenstander:
Amerikaans-Samoa ·
Australië ·
Brunei ·
Cookeilanden ·
Estland ·
Fiji ·
Guam ·
Guinee ·
India ·
Indonesië ·
Libanon ·
Mongolië ·
Nieuw-Caledonië ·
Nieuw-Zeeland ·
Papoea-Nieuw-Guinea ·
Salomonseilanden ·
Samoa ·
Tahiti ·
Tonga